# ジョーダン・ヒル
ジョーダン・ヒル（Jordan Craig Hill、1987年7月11日 - ）は、アメリカ合衆国サウスカロライナ州ニューベリー出身の元バスケットボール選手。身長208cm   体重107kg。

## 経歴
ジョージア州とノースカロライナ州の高校に通った後、大学はアリゾナ大学に進学。4年間在学した後2009年のNBAドラフトでニューヨーク・ニックスから指名され入団するも、マイク・ダントーニのオフェンススタイルに合わなかったことや、練習中の態度が悪かったことなどを理由に、2010年2月にサクラメント・キングスとヒューストン・ロケッツが加わった三角トレードで、トレイシー・マグレディとの交換でロケッツに放出された。
その後ロケッツでも然したる活躍も出来ずに、4年目のルーキー契約を破棄されて後がないところまで追い詰められたヒルだったが、2012年3月7日にロサンゼルス・レイカーズに移籍してから、アンドリュー・バイナムとパウ・ガソルの控え役として奮闘し、ステイプルズ・センターのレイカーズファンの人気者となり、オフに2年契約を勝ち取った。
2014年7月22日、レイカーズと2年1800万ドルで再契約したが、2015年6月30日に2年目の契約を破棄されてFAとなり、7月9日にインディアナ・ペイサーズと契約した。
2016年7月13日、ミネソタ・ティンバーウルブズと2年800万ドルで契約。2016-17シーズン終了後に解雇された。

## プレースタイル
インサイドの選手としては機動力があり、速攻からの豪快なダンクシュートで、会場を沸かせる。一方ディフェンスの方は、リバウンドやブロックショットなどで力を発揮するが、センタープレーヤーとしてはサイズのミスマッチを突かれることが多いことが難点になっている。